# Межминистерский комитет по кредитам и сбережениям
Межминистерский комитет по кредитам и сбережениям (итал. Comitato Interministeriale per il Credito ed il Risparmio) — государственный комитет, подчиняющийся Министерству экономики и финансов Италии и осуществляющий надзор за кредитной системой Италии. Комитет был основан в 1947 году. Надзор за кредитными организациями осуществляется комитетом на основе закона о банковской деятельности, принятого 1 сентября 1993 года.

## Состав комитета
Комитет состоит из 5 министров:
- Министра экономики и финансов — председатель комитета
- Министра сельского хозяйства, продовольствия и лесного хозяйства[итал.]
- Министра экономического развития Италии
- Министра инфраструктуры и транспорта Италии
- Министра по европейским делам[итал.]

На заседании комитета может присутствовать управляющий Банком Италии, но он не имеет права голоса. Функции секретаря осуществляет генеральный директор Департамента финансов. Председатель созывает комитет и устанавливает повестку дня. Резолюции принимаются большинством голосов. Комитет сам определяет правила его организации и функционирования. Деятельность комитета финансируется из Банка Италии.